# Cerrophidion petlalcalensis
Espèce
Statut de conservation UICN

 DD  : Données insuffisantes
Cerrophidion petlalcalensis est une espèce de serpents de la famille des Viperidae. 

## Répartition
Cette espèce est endémique de l’État de Veracruz au Mexique.

## Description
C'est un serpent terrestre venimeux.

## Taxinomie
La règle pour les noms scientifiques étant d'accorder en genre l'épithète spécifique avec le nom du genre, cette espèce devrait théoriquement s'appeler Cerrophidion petlalcalense. Il est donc possible voire probable qu'une correction soit apportée dans les années à venir.

## Étymologie
Son épithète spécifique, composée de petlalcal[a] et du suffixe latin -ensis, « qui vit dans, qui habite », lui a été donnée en référence au lieu de sa découverte, le Cerro de Petlalcala.

## Publication originale
- López-Luna, Vogt & Torre-Loranca, 1999 : A new species of montane pitviper from Veracruz, México. Herpetologica, vol. 55, no 3, p. 382-389.